# Sepia tokioensis
Sepia tokioensis är en bläckfiskart som beskrevs av Ortmann 1888. Sepia tokioensis ingår i släktet Sepia och familjen Sepiidae. IUCN kategoriserar arten globalt som otillräckligt studerad. Inga underarter finns listade i Catalogue of Life.